# Lidzbark
Lidzbark (Duits: Lautenburg) is een stad in het Poolse woiwodschap Ermland-Mazurië, gelegen in de powiat Działdowski. De oppervlakte bedraagt 5,7 km², het inwonertal 8320 (2005).